# 高橋徹 (ディレクター)
高橋 徹（たかはし とおる）は、株式会社ナムコCTクリエイティブグループ所属のゲームデザイナー兼ディレクター。
ナムコ初のRTSPCゲーム『New Space Order』を手がけていたが、諸般の事情から開発を断念した。

## 担当作品
- New Space Order （2007年 PC メインディレクター）
- Pac-Man and the Ghostly Adventures（Wii U, PS3, Xbox 360, 2013年 プロデューサー）